# San Pedro Quiatoni (kommun)
San Pedro Quiatoni är en kommun i Mexiko.   Den ligger i delstaten Oaxaca, i den sydöstra delen av landet, 400 km sydost om huvudstaden Mexico City.
Följande samhällen finns i San Pedro Quiatoni:
- San Pedro Quiatoni
- San Pablo Lachiriega
- El Porvenir
- Loma Linda
- La Reforma
- Río Lana
- Carrizal
- Cerro León
- Agua Blanca
- El Ciruelo
- Agua Colorada